# Tim Fywell
Tim Fywell (né le 3 octobre 1951 à Fulham, quartier de Londres), est un réalisateur britannique de films, téléfilms et séries télévisées.
Fywell a commencé sa carrière en créant des épisodes pour le soap opera Brookside. En 2003, il réalise son premier long-métrage, Rose et Cassandra (I Capture the Castle), une adaptation d'un roman de Dodie Smith : Le Château de Cassandra, de même titre original. Tim réalise son premier long métrage hollywoodien, Ice Princess avec Michelle Trachtenberg, en 2005.
Vers les années 2010 - 2011, il réalise des épisodes pour la série de la BBC : Waking the Dead.

## Filmographie
- 1982 - 2008 : Brookside (feuilleton télévisé)
- 1990 : Bergerac (série télévisée)
- 1993 : Gallowglass (film)
- 1993 - 1995 : Cracker (série télévisée)
- 1996 : Norma Jean & Marilyn (film)
- 1998 : The Lady in White (film)
- 2000 : Madame Bovary (film)
- 2003 : I Capture the Castle (en France, Rose et Cassandra, au Québec Les demoiselles du château) (film)
- 2003 : Cambridge Spies (mini-série)
- 2005 : Ice Princess (film)
- 2007 : Half-Broken Things (film)
- 2008 : Affinity (film)
- 2009 : The No. 1 Ladies' Detective Agency (L'Agence N°1 des dames détectives) (série télévisée)
- 2009 : The Turn of the Screw (Le Tour d'écrou) (téléfilm)
- 2010 - 2011 : Waking the Dead (série télévisée)
- 2012 : Stay with Me (film)

## Récompense
- Festival international des programmes audiovisuels de Biarritz 2015 : FIPA d’or pour Happy Valley